# Kikimora palustris
Kikimora palustris es una especie de araña araneomorfa de la familia Linyphiidae. Es el único miembro del género monotípico Kikimora.

## Distribución
Es un endemismo de Rusia y Finlandia.